# Parmenonta parallela
Parmenonta parallela är en skalbaggsart som beskrevs av Auguste Lameere 1893. Parmenonta parallela ingår i släktet Parmenonta och familjen långhorningar.
Artens utbredningsområde är Venezuela. Inga underarter finns listade i Catalogue of Life.